# Hrvati u Argentini
Hrvati u Argentini argentinski su državljani hrvatskoga podrijetla ili osobe rođene u Hrvatskoj koje prebivaju u Argentini. Hrvati i njihovi potomci nastanili su se u Buenos Airesu, u istoimenoj pokrajini, Santa Feu, Córdobi, Chacu i Patagoniji. Prema procjenama iz 2005. godine, više od 250 000 stanovnika ima hrvatsko podrijetlo.

## Povijest
Doseljavanje Hrvata u Argentinu može se podijeliti u tri razdoblja. Prvo razdoblje dolaska Hrvata traje od sredine 18. stoljeća do Prvog svjetskog rata. Drugo razdoblje traje od Prvog do Drugog svjetskog rata, a treće od završetka Drugog svjetskog rata do danas. Prvo i drugo razdoblje većinom se sastoji od ekonomske emigracije, a treće od političke državotvorne emigracije.

### Prvo razdoblje
Prvi sigurni povijesni podaci postoje za hrvatskog isusovca Nikolu Plantića, koji je došao na područje današnje Argentine 1748. godine. Uz druge službe, bio je profesor logike na isusovačkom sveučilištu u argentinskoj Cordobi, a prije progona isusovaca iz Južne Amerike (1768.) bio je vrijeme i rektor u „Colegio Nacional” u Buenos Airesu.
Nakon proglašenja argentinske nezavisnosti (1810.), od Hrvata u Argentini posebno su se istakli Jakov Buratović, braća Nikola i Miho Mihanović, Ivan Vučetić, Ivan Benigar i Ivan Jagšić.

### Drugo razdoblje
Na prijelazu iz 19. u 20. stoljeće, u Argentini je bilo 133 naselja s oko 120 000 Hrvata, a većina je vodila podrijetlo iz priobalnih područja Dalmacije i Hrvatskoga primorja. Bili su među prvim europskim doseljenicima koji su se naselili u argentinsku pampu. Pionire s otoka Hvara slijedili su iseljenici iz ostalih dijelova Dalmacije i današnje Hrvatske.
Godine 1939. je u Argentini živjelo oko 150.000 Hrvata i njihovih potomaka.

### Treće razdoblje
Za useljavanje Hrvata poslije Drugog svjetskog rata u Argentinu najzaslužniji je fra Blaž Štefanić. On dolazi u Argentinu 1939. godine kao misionar za Hrvate. Početkom 1946. počeo je raditi na spašavanju hrvatskih izbjeglica iz Austrije, Njemačke i Italije. Uputio je četiri memoranduma, predsjedniku Argentine, generalu Juan Domingu Peronu, da dopusti masovno useljavanje Hrvata u Argentinu. General Peron je u dogovoru s ravnateljem emigracije odobrio ulazak oko 35.000 Hrvata.
Dolaskom Hrvata nakon Drugog svjetskog rata u Argentinu, Buenos Aires postaje središte čitavog kulturnog rada argentinskih Hrvata. U Buenos Airesu se tiskao najveći broj hrvatskih publikacija i knjiga. Već godine 1947. osnovan je hrvatski pjevački zbor „Jadran”.
Financijski najuspješniji od svih Hrvata u Argentini bio je Nikola Mihanović, jedan od prvih doseljenika. Došao je u Montevideo, u Urugvaj, 1867. godine, a zatim se doselio u Buenos Aires. Godine 1909. posjedovao je 350 plovila, uključujući 82 parobroda, a 1918. zapošljavao je 5000 ljudi, uglavnom iz rodne Dalmacije. Mihanović je sam po sebi bio glavni čimbenik u izgradnji hrvatske zajednice koja je do danas ostala ponajprije dalmatinska.

## Brojnost
Od 30. lipnja 2020. do 15. lipnja 2022. Cristian Sprljan, Iva Vidic i Jelena Nadinic provodili su dragovoljno digitalan popis Hrvata u Argentini. Odazvalo se 18 041 osoba, 97% od kojih je rođeno u Argentini, prosječne starosti 42 godine. Dvije trećine među popisanim mladima (14-42 g., 6800 ljudi) nije govorilo hrvatski jezik.

## Kultura
U više argentinskih gradova postoje Hrvatski domovi i središta: u Buenos Airesu, na Dock Sudu, San Justo, Córdobi i Rosariu. Također, postoji i Hrvatsko-argentinski kulturni klub te Hrvatsko vjersko središte Sv. Nikola Taveliću Buenos Airesu i Hrvatsko vjersko središte Sv. Leopold Mandić u San Justu. Hrvatska zadruga nalazi se u Villa Martelli.
U katoličkim centrima u Buenos Airesu djeluje i Škola hrvatskoga jezika.
Hrvati se okupljaju u zborovima, folklornim društvima i klapama.

## Misije
Prvi hrvatski svećenik o. Leonard Rusković stigao je u Argentinu 1929. godine. Za njim stižu Živko Žic, Paško Andrić, Urban Štefanić i Blaž Štefanić. Nakon njih, među argentinskim Hrvatima djeluju Rafo Capurso, Gabrijel Arko, Stjepan Rade, Lino Pedišić, Bonifacije Perović, Vlaho Margaretić, Stjepan Gregov, Marijan Zlovečera, Job Mikulić, Aleksandar Longin, Berislav Ostojić, Matija Matošević, Ilija Kozina, Ivan Gavran, Josip Peranić i ini.
Nakon Drugog svjetskog rata stiglo je u Argentinu četrdesetak hrvatskih izbjeglih svećenika. Zaslugom fra Line Pedišića i fra Marijana Zlovečere podignuto je u Buenos Airesu Hrvatsko vjersko središte Sv. Nikola Tavelić. Fra Lino Pedišić je bio i izaslanik hrvatskih misionara i glavni tajnik Argentinske katoličke misije za izbjeglice.
U Argentini djeluju, od 1934. godine, zagrebačke sestre Milosrdnice, a od 1936. Kćeri Milosrđa s Blata na Korčuli. Hrvatski franjevci vode školu Kardinal Stepinac u gradu Hurlinghamu.

## Poznate osobe
- Alejandro Spajić, odbojkaš
- Alicia Kirchner Ostoić, političarka
- Daniel Bilos, nogometaš
- Diego Maradona, nogometaš. Njegova baka po majci Salvadora Kariolić bila je hrvatskoga podrijetla.
- Daniel Orsanic, tenisač
- Darío Cvitanich, nogometaš
- Davor Ivo Stier, političar Hrvatske demokratske zajednice
- Antonio Mohamed Matijevich, nogometaš
- El Trinche, nogometaš. Oba njegova roditelja bila su hrvatskog podrijetla.
- Emilio Ogñénovich, biskup rimokatoličke crkve
- Estanislao Esteban Karlic, kardinal Rimokatoličke crkve
- Fernando Siro (rođen Francisco Luksich), glumac i redatelj
- Iván Gabrich, nogometaš
- Javier Frana, tenisač
- José María Buljubasich, nogometaš
- Juan Vucetich, antropolog i policijski službenik koji je pionir u uporabi otisaka prstiju
- Juan Yustrich, nogometni vratar
- Leonardo Pisculichi, nogometaš
- Lita Stantić, filmašica
- Ljerko Spiller, violinist
- Markos Milinković, odbojkaš
- Martin Šarić, nogometaš
- Nicolás Mihanovich, brodarski magnat
- Nicolás Pavlovich, nogometaš
- Néstor Kirchner Ostoić, bivši predsjednik Argentine
- Pablo Vranjicán, nogometaš
- Sandra Mihanovich, pjevačica/kantautorica
- Sebastián Crismanich, taekwondoaš
- Federico Grabich, plivač
- Maximiliano Stanic, košarkaš
- Drago Pilsel, novinar
- Mario Markić, novinar i književnik

### Knjige
- Perinić, Ljeposlav. 1998. Hrvati u Argentini.   Šakić, Vlado; Jurčević, Josip (ur.). Budućnost iseljene Hrvatske. Institut društvenih znanosti "Ivo Pilar". Zagreb. str. 277–286

## Vanjske poveznice
- Hrvati u Argentini